# سیارک ۸۴۴۵
سیارک ۸۴۴۵ (به انگلیسی: 8445 Novotroitskoe، نامگذاری:1973QG2) هشت هزار و چهارصد و چهل و پنجمین سیارک کشف شده‌است که در ۳۱ اوت ۱۹۷۳ کشف شد.
قدر مطلق سیارک برابر ۱۳٫۲۰ است.